# مبنى هوب
مبنى هوب هو ايضاً يعرف ب شارع 33 شيرميرهورن يبلغ ارتفاعه 610 قدم (190 م) مكون من 52 طابق وهو ناطحة سحاب في بروكلين نيويورك الولايات المتحدة ، في 16 ديسمبر 2016 سوف يصبح أطول مبنى في بروكلين.<ref>،

## معرض صور

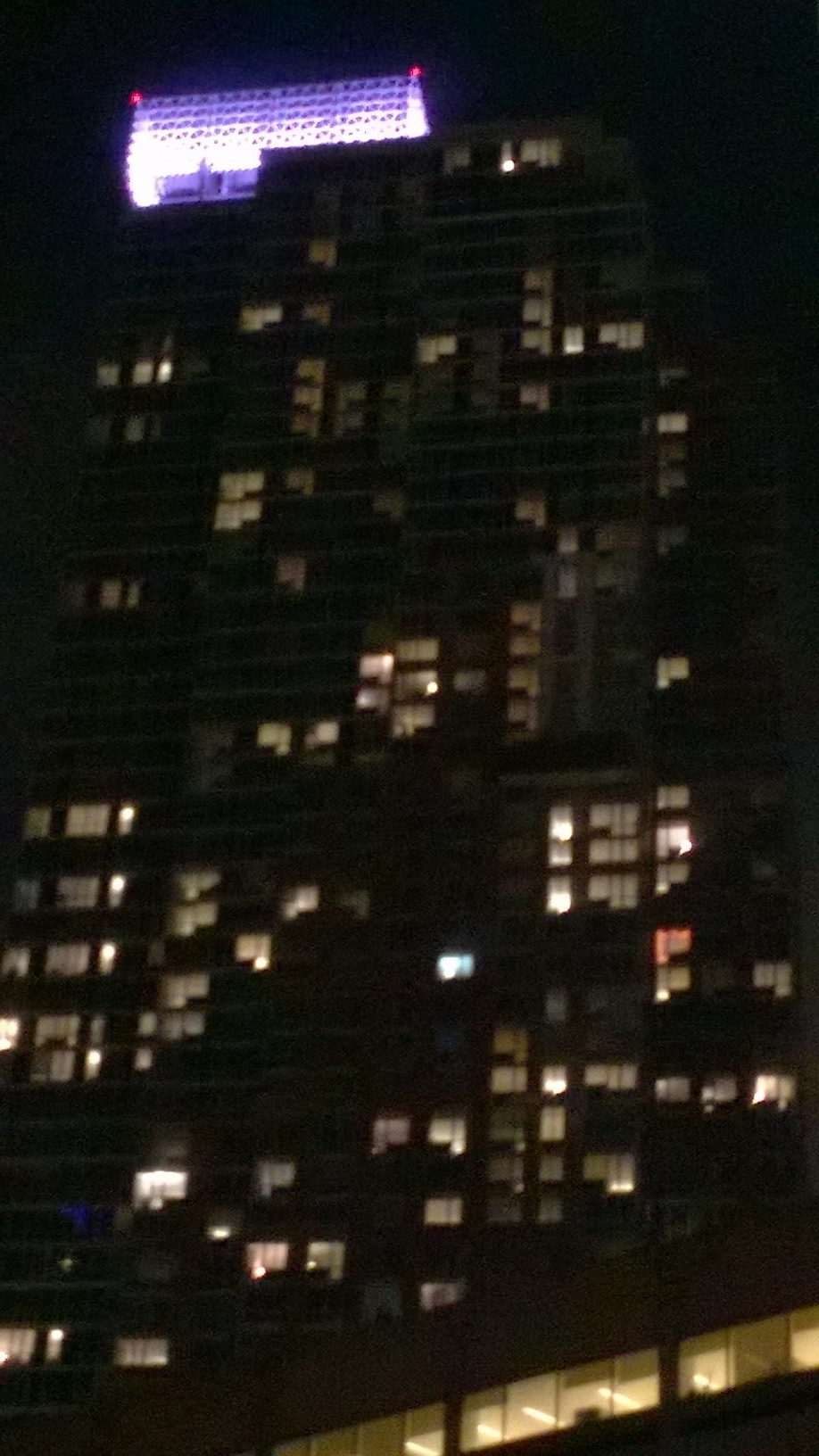
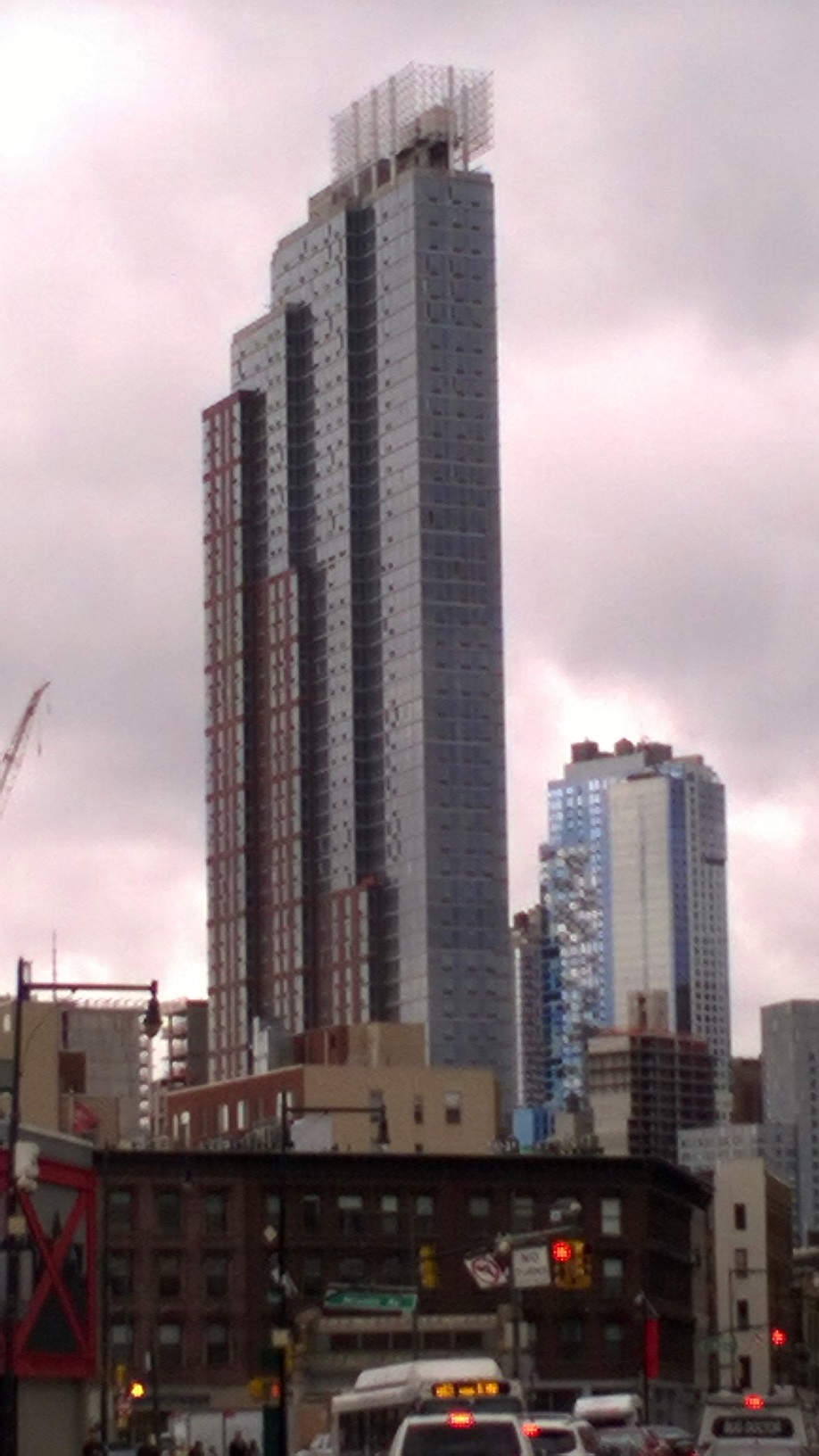
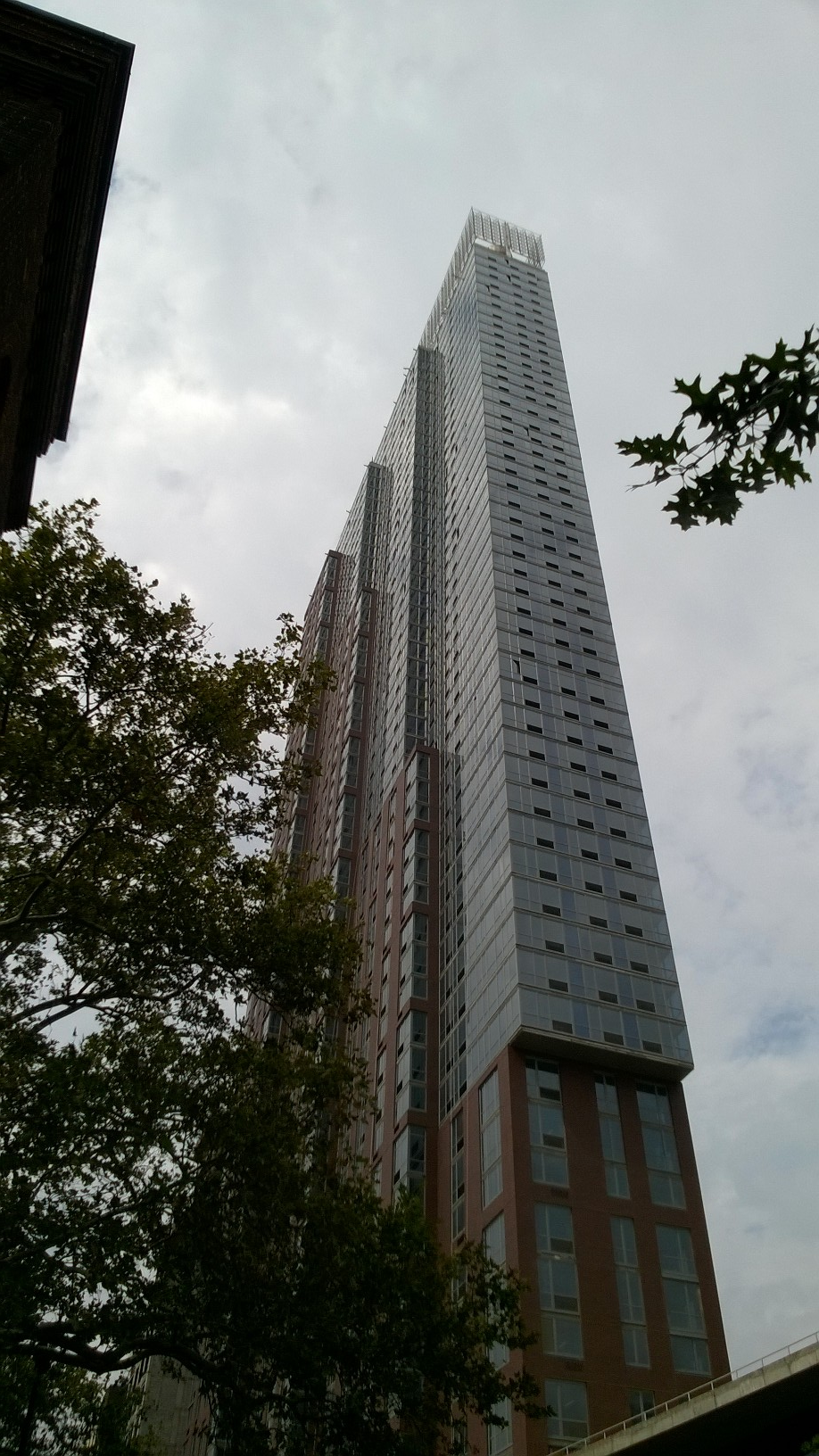
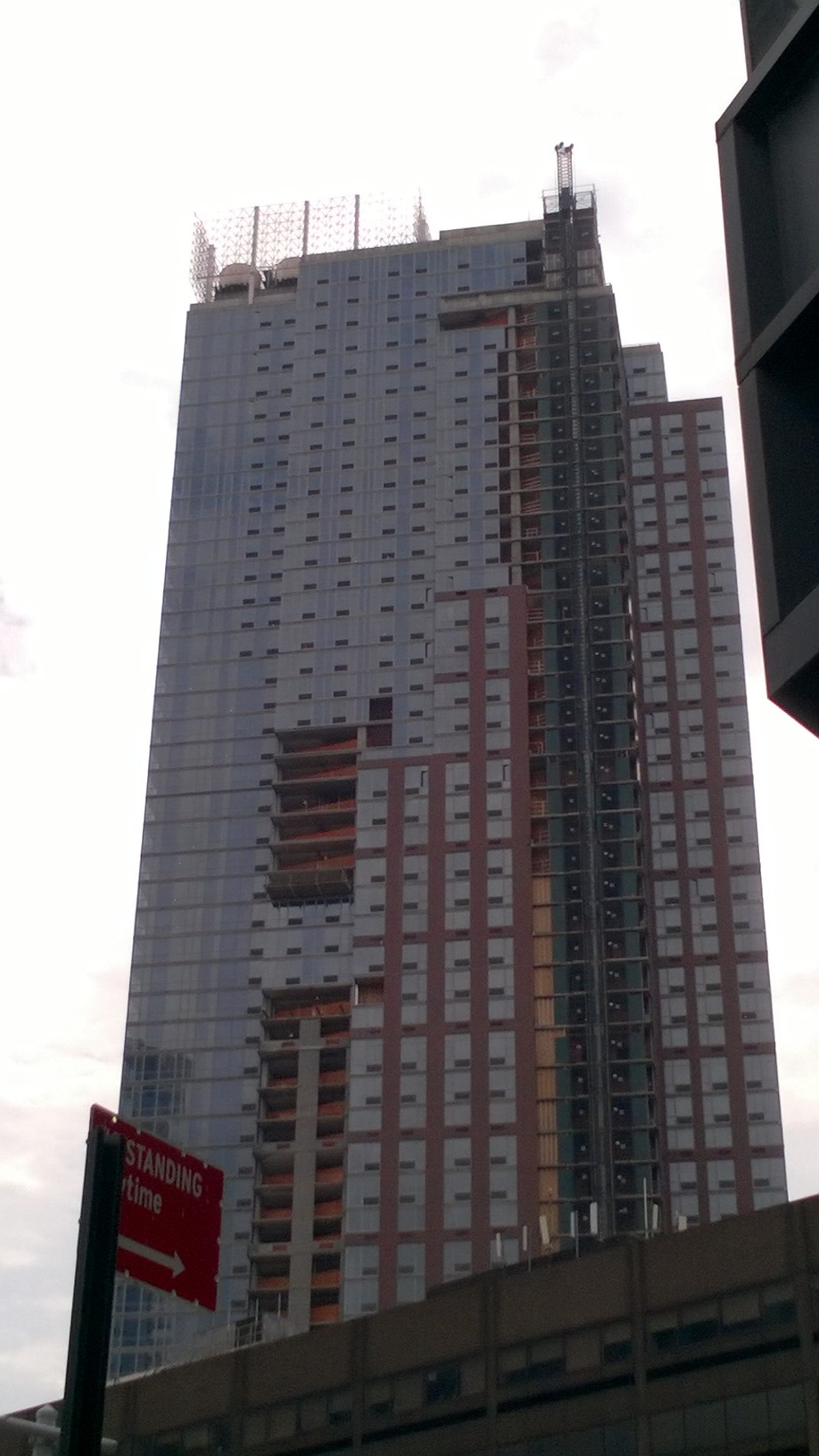

## انظر ايضاً
- قائمة أطول المباني في مدينة نيويورك
- قائمة أطول المباني في العالم